# Uwe Klimaschefski
Uwe Klimaschefski (* 11. Dezember 1938 in Bremerhaven) ist ein ehemaliger deutscher Fußballspieler und -trainer. In der 2. Bundesliga hielt er bis 2012 den Rekord mit den meisten Zweitligaspielen als Trainer (404 Spiele). Inzwischen ist er von Benno Möhlmann in dieser Statistik überholt worden.

## Leben
„Klima“ wuchs als Sohn eines Hafenarbeiters in Bremerhaven, zunächst im Stadtteil Leherheide, später dann in Lehe auf. Beruflich durchlief er eine Lehre als Bauklempner und Installateur.

### Karriere als Fußballer (1958–1969)
Klimaschefski spielte schon in früher Jugend auf der Straße Fußball und trat als Zehnjähriger in die Jugendabteilung von TuS 1893 Bremerhaven ein. Neben dem Fußball hat er in seiner Jugendzeit auch geboxt und Leichtathletik betrieben. Sein Berufswunsch war schon früh Fußballer.
In der Oberliga Nord erhielt er bereits als 17-Jähriger mehr Geld als sein Vater und verdiente sich als 20-Jähriger die ersten Sporen bei Bremerhaven 93. Von 1958 bis 1960 absolvierte er 56 Oberliga-Spiele auf dem Zollinlandplatz und erzielte dabei elf Tore. Sein bekanntester Trainer in seiner sportlichen Entwicklungsphase in Bremerhaven war der Ex-Nürnberger Robert Gebhardt. Danach wechselte er in die II. Division West zu Bayer 04 Leverkusen. Dort war er Mitglied der Meisterelf der Saison 1961/62, der auch der Aufstieg in die Oberliga West gelang. In der Abschlusssaison 1962/63 der Oberliga war er in 25 Spielen mit zehn Toren für die Farbenstädter im Einsatz.
Da Leverkusen 1963 keine Aufnahme in die neue Bundesliga fand, nahm er das Angebot von Hertha BSC zur Saison 1963/64 an und wechselte nach Berlin. Aus finanziellen Gründen hatte er die weiteren Angebote des 1. FC Saarbrücken und des Meidericher SV ausgeschlagen. In den zwei folgenden Spielzeiten fehlte er nur in drei Begegnungen; er bestritt 57 Spiele für Hertha und steuerte sieben Tore bei. Bei Hertha wurden dem Abwehrspieler zumeist die Spielmacher oder Torjäger der Gegner vorgesetzt. Mannschaftskameraden waren auch seine späteren Trainer-Kollegen Otto Rehhagel, Carl-Heinz Rühl und Jürgen Sundermann.
Nach dem Zwangsabstieg der Berliner wegen Lizenzvergehen durch den DFB im Jahre 1965 unterschrieb er beim 1. FC Kaiserslautern für die Saison 1965/66 und blieb damit in der Bundesliga. In den vier Jahren bis 1969 bestritt er für Kaiserslautern 102 Bundesliga-Spiele und schoss fünf Tore. Insbesondere auf dem Betzenberg flößte der rustikale Abwehrstil der Defensivabteilung des 1. FC Kaiserslautern in der Ära Klimaschefski, Otto Rehhagel und Dietmar Schwager den Gästeteams gehörigen Respekt ein. Am 23. April 1966, bei der 1:2-Heimniederlage gegen den FC Bayern München, zückte Schiedsrichter Horst Herden aus Hamburg gleich viermal die Rote Karte. Dreimal gegen Kaiserslautern, für Neumann, Klimaschefski und Wrenger, einmal gegen Bayern, für Koulmann. Am 25. Februar 1967 in der Saison 1966/67 wurde im Heimspiel gegen 1860 München nochmals ein Platzverweis gegen Klimaschefski ausgesprochen. Nicht von ungefähr geisterte das Etikett der „bösen Buben vom Betzenberg“ durch die Gazetten.
Eine komplizierte Meniskus-Operation, die das Ende der Spielerlaufbahn signalisierte, gab den entscheidenden Anstoß, die Ausbildung zum Fußball-Lehrer in Köln zu beginnen. Im letzten Kurs des Lehrgang-Leiters Hennes Weisweiler im Jahre 1970 durchlief er zusammen mit Sigfried Held, Otto Rehhagel und Hans Tilkowski in der Sporthochschule in Köln die Ausbildung zum Fußball-Trainer für die Bundesliga.

### Karriere als Trainer

#### FC Homburg, 1970–1994
Hennes Weisweiler vermittelte Klimaschefski 1970 seine erste Trainerstelle beim FC 08 Homburg in der Regionalliga Südwest, wo der neue Vorsitzende Udo Geitlinger einen jungen, ehrgeizigen Trainer suchte. Zwischen dem aktiven Unternehmer Geitlinger und dem schlitzohrigen Jungtrainer Klimaschefski entwickelte sich rasch eine Freundschaft, die auch durch die zwischenzeitlichen Tätigkeiten von „Klima“ bei Hapoel Haifa in Israel von 1971 bis 1. Oktober 1972 und dem dreimonatigen Intermezzo bei Mainz 05 von Juli bis September 1974 nicht endete. Durch den 3. Rang in der Saison 1973/74 in der Regionalliga Südwest, gefestigt durch einen 1:0-Sieg am letzten Spieltag beim FK Pirmasens, zog Homburg in die 2. Fußball-Bundesliga ein.
Sechs Spielzeiten betreute der Mann aus Bremerhaven die Homburger in der 2. Liga. Zweimal landete er 1976 und 1978 mit seinen Spielern auf dem 3. Platz. Er spielte mit Abseitsfalle, offensiven Außenverteidigern (Albert Müller und Horst Ehrmantraut) und stellte vor allem im heimischen Waldstadion eine Macht dar. Das sollte im DFB-Pokal mehr als nur ein Gegner aus der Bundesliga erfahren. Der 3:1-Erfolg am 15. Oktober 1977 im DFB-Pokal 1977/78 gegen die von Dettmar Cramer trainierten Münchner Bayern vor 20.000 Zuschauern im Waldstadion, mit einer Glanzleistung von Sepp Maier im gegnerischen Tor, zählt dabei zu den Höhepunkten. Das Gespann Geitlinger/Klimaschefski hat durch sein Engagement beim FC auch sehr viel für den Bekanntheitsgrad der Kreisstadt des Saar-Pfalz-Kreises mit ihren 45.000 Einwohnern geleistet.
Nach der Saison 1979/80 zog es Klimaschefski aus der beschaulichen Klein- in die pulsierende Großstadt in der Hoffnung, dort auch unter weit besseren Möglichkeiten als Trainer arbeiten zu können. Er unterschrieb für die Saison 1980/81 bei Hertha BSC in der 2. Bundesliga Gruppe Nord und verabschiedete sich damit aus dem Saarland.
Nach dem Klassenerhalt des FC Homburg als Drittletzter der 1. Bundesliga durch Relegationsspiele gegen den Dritten der 2. Bundesliga zum Abschluss der Saison 1986/87, kehrte Uwe Klimaschefski 1987/88 als Trainer wieder zurück. Die Kräfteverhältnisse hatten sich aber durch die Person des Präsidenten Manfred Ommer innerhalb der FCH-Führung deutlich verschoben. Jetzt gaben nicht mehr nur die „Zwillinge Udo und Uwe“ den Ton an. Jetzt hatte der Finanzjongleur Manfred Ommer kräftigen Anteil bei den Richtungsentscheidungen. Zudem hatte man mit Udo Klug auch noch einen Manager im Amt, der als anerkannt erfahrener Trainer auch bei Fußballfragen eine zu hörende Meinung beisteuern konnte. Nach dem Paukenschlag des 3:2-Heimsieges am 22. August 1987, am vierten Spieltag der Saison, gegen den FC Bayern München mit zwei Toren des ehemaligen „Pokalhelden“ von Bayer Uerdingen aus dem Jahre 1985, Wolfgang Schäfer, keimte Hoffnung auf, eine konkurrenzfähige Bundesligamannschaft beim FCH zu haben. Da aber nur noch am 9. Spieltag, dem 17. September, mit dem 5:2 gegen Eintracht Frankfurt, ein Sieg gelang, trennten sich die Wege von „Klima“ und Homburg bereits nach der 0:3-Niederlage beim 1. FC Köln. Ab dem 2. Oktober 1987 gingen Klimaschefski und der FC Homburg getrennte Wege. Zum 3. Oktober übernahm Geschäftsführer Gerd Schwickert das Trainer-Amt.
Damit war das Kapitel Homburg für Klimaschefski jedoch noch nicht beendet. Am 4. Januar 1993 wurde der Mann aus Bremerhaven das fünfte Mal Trainer beim FC Homburg. Er übernahm die Trainingsleitung, um die Klasse in der 2. Bundesliga zu erhalten, was ihm dann am Ende der Saison 1992/93 auch tatsächlich mit Rang 16 und 43:49 Punkten gelang. Vor der Runde 1993/94 wechselte Rodolfo Cardoso zum SC Freiburg und riss damit eine spielerische Lücke auf. Nach dem torlosen 0:0 am 27. März 1994 im Heimspiel gegen den VfL Wolfsburg wurde Klimaschefski zum 30. März 1994 entlassen. Nachfolger wurde Manfred Lenz. Homburg stand mit 22:28 Punkten nach 25 Spielen auf dem 15. Platz in der 2. Bundesliga. Die Saison war geprägt durch andauernde Turbulenzen in der Führung des FC Homburg zwischen Geitlinger und Ommer und dem gespannten Verhältnis zwischen dem Trainer und der Mannschaft. Geitlinger trat als Vorsitzender vor Ostern zurück, nachdem sich der Verein von seinem Freund Klimaschefski getrennt hatte. Knapp zwei Wochen später hatte er kommissarisch wieder das Amt übernommen, nachdem Präsident Ommer per Amtsenthebung abgelöst worden war. Im Kicker-Sportmagazin wurde zu der Trainerentlassung gesagt:
„Auf Forderung der Mannschaft, die sich einstimmig gegen den Trainer ausgesprochen hatte, beurlaubten die Saarländer Uwe Klimaschefski. Als Konsequenz trat Udo Geitlinger zurück, der seit 24 Jahren dem Klub vorstand. Wegen seiner von Spielern als ‚veraltet‘ bezeichneten Trainingsmethoden war das Klima durch die Reizfigur ‚Klima‘ seit Wochen äußerst angespannt.“

#### Hertha BSC, 1980–1981
In seiner ersten Saison  1980/81 als Trainer von Hertha BSC scheiterte er mit einem Punkt Rückstand gegenüber Eintracht Braunschweig am Aufstieg in die Bundesliga. Durch die beiden Heimniederlagen gegen den Meister Werder Bremen am 16. April vor 71.488 Zuschauern mit 1:2 und den Konkurrenten um den zweiten Platz, Eintracht Braunschweig, am 16. Mai 1981 vor 68.767 Zuschauern mit 2:4, belegte Klimaschefski mit Hertha am Ende der Saison lediglich den 3. Platz. Im DFB-Pokal hatte „Klima“ Hertha bis in das Halbfinale gegen Eintracht Frankfurt geführt, wo man dann am 4. April 1981 im Frankfurter Waldstadion mit 0:1 Toren gegen den späteren Pokalsieger ausschied. Die 1:2-Heimniederlage dagegen im Pokal der Saison 1981/82 am 4. Dezember 1981 gegen Ulm war mitentscheidend für seine Ablösung im Dezember 1981 bei Hertha BSC. Bei seinen Schwierigkeiten in der Zusammenarbeit mit dem Präsidium und dem Wirtschaftsrat konnte ihn letztendlich nach dem Pokal-Aus auch der Präsident Wolfgang Holst nicht mehr unterstützen.

#### 1. FC Saarbrücken, 1982–1986
Am 29. März 1982 nahm Uwe Klimaschefski seine Tätigkeit beim 1. FC Saarbrücken in der Amateur-Oberliga Südwest auf. In der folgenden Saison 1982/83 feierte er mit Saarbrücken die Meisterschaft im Südwesten und nach den Spielen gegen SSV Ulm 1846, VfR Bürstadt und die SpVgg Unterhaching in der Aufstiegsrunde den Einzug in die 2. Bundesliga. Mit dem Aufsteiger erreichte er 1983/84 mit 38:38 Punkten den 10. Tabellenplatz zum Saisonabschluss. Im zweiten Jahr in der 2. Bundesliga kam er mit Saarbrücken auf den 3. Rang und hatte dadurch die Chance, durch die Relegationsspiele gegen den Drittletzten der 1. Bundesliga, Arminia Bielefeld, den Aufstieg in die 1. Bundesliga zu ermöglichen. Das Hinspiel am 13. Juni 1985 brachte im heimischen Ludwigspark einen 2:0-Sieg für die „Klima“-Elf. Auf der Bielefelder Alm reichte das 1:1-Unentschieden den Spielern um Routinier Wolfgang Seel somit zum Aufstieg in die Bundesliga. Zuvor hatte Saarbrücken schon im DFB-Pokal 1984/85 eindrucksvoll auf sich aufmerksam gemacht. Klimaschefski führte seine Mannschaft über Rot-Weiss Essen, 1. FC Nürnberg, VfB Stuttgart und Hannover 96 in das Halbfinale gegen Bayer 05 Uerdingen. Vor 32.000 Zuschauern wurde am 6. April 1985 mit einem 0:1 der Einzug in das Finale verpasst. Die Uerdinger wurden am 26. Mai mit einem 2:1-Erfolg überraschend Pokalsieger gegen den FC Bayern München.
Die Hinrunde der Saison 1985/86 verlief in der Bundesliga für den Aufsteiger aus Saarbrücken noch zufriedenstellend. Am 14. Dezember, nach dem 3:1-Heimsieg gegen Bayer 04 Leverkusen, rangierte das Team von Klimaschefski nach 19 Punktspielen mit 15:23 Punkten auf dem 14. Tabellenplatz. Nach den 1:3 Punkten aus den zwei Heimspielen gegen Düsseldorf und Uerdingen am 5. bzw. am 8. April 1986 wurde Klimaschefski aber am 11. April 1986 entlassen. Seine zuvor oftmals gelobte „Stärke des Erkennens von Talenten, sie gezielt aufzubauen, in eine Mannschaft zu integrieren oder mit vielen von ihnen eine Mannschaft aus dem Boden zu stampfen“, hatte er im Verlauf dieser Saison nicht erneut unter Beweis stellen können.

#### FC St. Gallen, 1986–87
Zur Saison 1986/87 wurde Klimaschefski vom Schweizer Erstligisten FC St. Gallen als Nachfolger des früheren deutschen Meistertrainers Helmuth Johannsen angeheuert. Dort fiel er vornehmlich durch kernige Sprüche auf – und dass er einen Platzwart an den Pfosten binden und Spieler auf ihn schießen ließ. Das erhöhte aber das Leistungsvermögen der Mannschaft nicht im gewünschten Maße und Klimaschefski wurde Anfang März 1987 durch Markus Frei abgelöst, der den Verein aus der Relegationszone heraus auf den siebten Tabellenplatz führte.

#### SV Darmstadt 98, 1990
Eine der kürzesten Verpflichtungen als Trainer hatte Klimaschefski 1990 bei SV Darmstadt 98. Hier war er nur 5 Tage vom 2. April 1990 bis 6. April 1990 im Amt.

## Privates
Uwe Klimaschefski lebt heute mit seiner Familie in seiner Wahlheimat Homburg im Saarland.

## Sprüche von Klimaschefski
- Nach dem Pokal-Triumph über die damals von Dettmar Cramer trainierten Bayern: „Bevor ich nach Homburg kam, wurde dort noch mit Strohballen gespielt!“
- Als im Pokal gegen Hertha BSC eine Wiederholung im Olympiastadion erreicht wurde: „Ein toller Erfolg – wegen der Reise. Vor 20 Jahren wäre der FCH noch nach Berlin getrampt, jetzt dürfen wir fliegen!“
- Wiederum im Pokal, beim 1. FC Köln nach dem 7:0 in der 36. Minute zu Geschäftsführer Guillaume: „Ruf mal das Wickert-Institut an und lass eine Hochrechnung machen, wie es nach 90 Minuten steht!“
- Aus Israel zurück, wo er Hapoel Haifa trainierte: „Ich habe die Jungs zuallererst an Nassers Grab geführt, um ihnen Mut zu machen …!“ Seine Zöglinge spielten ihm zu furchtsam.
- Gefragt, warum er einen möglichen Wechsel nach München zu den Bayern oder nach Berlin nicht forciere: „Nur in Homburg darf ich ungestraft bei Rot über die Kreuzung fahren!“
- In einer Pressekonferenz nach einem Spiel sagte er: „Keine weiteren Fragen, ich muss jetzt zu meinen Spielern. Die sind so blind, dass sie ohne mich nicht den Weg von der Kabine zum Bus finden.“
- „Der hat sich im Bett verletzt. Wie er das gemacht hat, weiß ich auch nicht …“ Ratloser Kommentar zu dem Ausfall seines Spielers Michael Blättel (Saarbrücken).
- Nach einem schwachen Spiel: „Meine Spieler sind Intellektuelle – die haben Maos Tod letzte Woche noch nicht verkraftet!“ (vermutlich nach dem 3:3 des FC Homburg bei SV Darmstadt 98 am 11. September 1976)[5]
- „Unsere Spieler können 50-Meter-Pässe spielen: fünf Meter weit und 45 Meter hoch.“
- „Jetzt zieht Euch warm an! Jetzt reiß’ ich euch den Arsch auf! Bis zur Naht!“
- „Den Stuttgartern haben wir mal gezeigt, dass wir auch nicht in Gummistiefeln spielen!“ – Klimaschefski nach dem überraschenden Sieg des 1. FC Saarbrücken im DFB-Pokal gegen den damaligen Meister VfB Stuttgart 1984.[6]

## Eskapaden
Klimaschefski war in seiner aktiven Zeit als eher rabiater Mensch wie auch Trainer bekannt. Diverse Ereignisse aus dieser Zeit hat Klimaschefski in einem Interview bestätigt:
- Im Jahr 1974 beleidigte ein Fan des 1. FSV Mainz 05 Klimaschefski verbal. Klimaschefski bat ihn freundlich, das Brötchen zu halten, welches er gerade aß, und verpasste ihm einen Kinnhaken.
- Durch Krankheit fielen beim FC Homburg sehr viele Spieler aus, so dass der Erfolg des nächsten Spiels gefährdet war. Klimaschefski beauftragte den Platzwart, den Mittelkreis über Nacht zu bewässern, so dass Glatteis entstand. Der Schiedsrichter sagte das Spiel nach der Platzbegehung folgerichtig ab.
- Im  Jahr 1976 verbot der stark betrunkene Platzwart der Mannschaft des FC Homburg die Benutzung des Rasenplatzes, worauf ihn Klimaschefski an einen Torpfosten fesseln ließ. Anschließend beschossen ihn die Spieler mit den Spielbällen, bis die Ehefrau des Platzwartes ihn mit einem Messer losschnitt.
- Anfang der 1980er Jahre beobachtete Klimaschefski, dass ein amerikanischer Soldat einen älteren Mann zusammengeschlagen hatte. Klimaschefski stellte den Mann, wurde jedoch mit einem Messer bedroht. Daraufhin ergriff er einen Vorschlaghammer, den er im Auto hatte und rammte diesen dem Soldaten in den Bauch. Anschließend rief er die Polizei.
- Als Klimaschefski hörte, dass zu einem Heimspiel des FC 08 Homburg nur rund 1.000 Zuschauer erwartet werden, versprach er via Medien für die Halbzeit ein Wettrennen von Oben-Ohne-Models. Zum Spiel kamen dann mehr als 3.000 Zuschauer, das Wettrennen war jedoch von ihm erfunden worden.
- Einen Spieler seiner Mannschaft trat er im Trainingsspiel absichtlich scharf um, weil dieser Spieler angetrunken war und einen Ball absichtlich volley auf Klimaschefski abgeschossen und ihn getroffen hatte. Am selben Abend versuchte dieser Spieler auf einer Party eine Frau unzüchtig anzufassen und wurde vom Präsidenten des FC Homburg zusätzlich geohrfeigt.

## Weblink
- Spieler A–Z (Spundflasche), aufgesucht am 17. März 2020

| Personendaten    | Personendaten                         |
| ---------------- | ------------------------------------- |
| NAME             | Klimaschefski, Uwe                    |
| KURZBESCHREIBUNG | deutscher Fußballspieler und -trainer |
| GEBURTSDATUM     | 11. Dezember 1938                     |
| GEBURTSORT       | Bremerhaven                           |